# Nikolai Fjodorowitsch Butenew
Nikolai Fjodorowitsch Butenew (russisch Николай Фёдорович Бутенев; * 12. Novemberjul. / 24. November 1803greg. in Petrosawodsk; † 1870 in St. Petersburg) war ein russischer Bergingenieur, Metallurg und Geologe.

## Leben
Butenews adliger Vater Fjodor Iwanowitsch Butenew war Mitglied des Direktoriums der Olonezer Hüttenwerke. Butenew schloss die Ausbildung im St. Petersburger Bergkadettenkorps 1824 mit der Silbermedaille ab.
Nach der Ausbildung wurde Butenew im Petrosawodsker Alexander-Kanonenwerk angestellt und beaufsichtigte die Hammerschmiede. Er war mit dem nach Petrosawodsk verbannten Schriftsteller Fjodor Glinka befreundet.  Butenew wurde 1830 Aufseher der Eisenerzgruben und 1841 Assistent des Chefs der Olonezer Hüttenwerke.
Von 1843 bis 1859 war Butenew Geschäftsführer des Alexander-Kanonenwerks. 1859 wurde er Mitglied des Rats und des Wissenschaftlerkomitees des Bergingenieurkorps im Rang eines Generalleutnants. 1867 wurde er selbst Chef der Olonezer Hüttenwerke.
Butenew führte geologische Untersuchungen im Gouvernement Olonez durch und veröffentlichte Fachartikel zu Problemen der Geologie und der Lagerstätten dieses Gouvernements. Auch sammelte Butenew Steinzeit-Artefakte und berichtete darüber in der Russischen Geographischen Gesellschaft in St. Petersburg. Seine umfangreiche Sammlung übergab er 1863 dem Anthropologie-Museum in der St. Petersburger Kunstkammer.
Butenew hinterließ eine Sammlung mystischer Handschriften, die die Kaiserliche Öffentliche Bibliothek erwarb.
Der  Bergingenieur Konstantin Butenew war Butenews jüngerer Bruder.